# 慰廃園

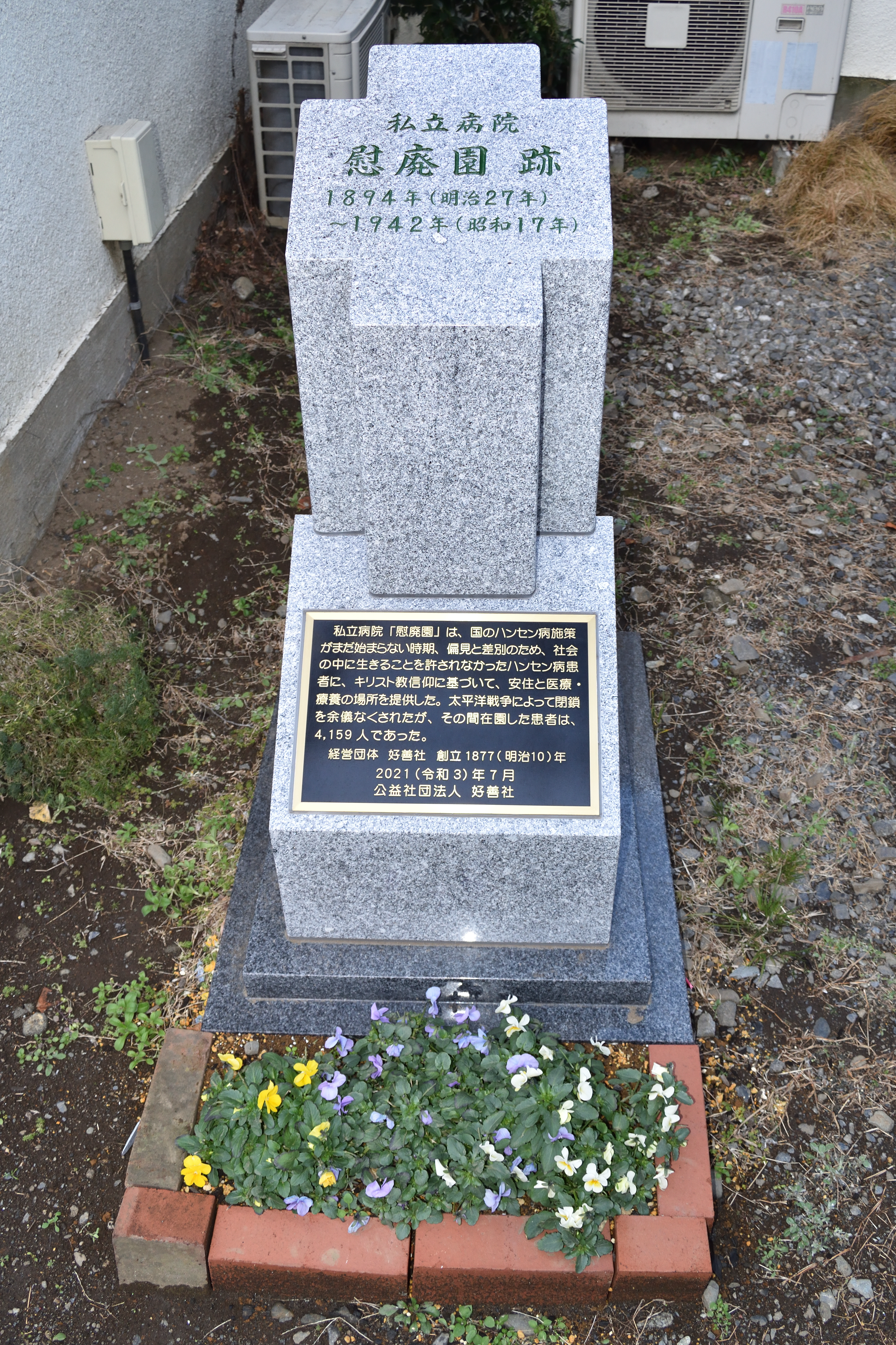
跡地の記念碑（新栄教会前）

慰廃園（いはいえん）は、東京府荏原郡目黒村字下目黒（現・東京都目黒区中町一丁目、日本基督教団新栄教会）に存在したハンセン病療養所。1894年に開園し、1945年の東京大空襲により焼失した。

## 年表
設立経緯はケート・ヤングマン#慰廃園参照
- 1894年5月、キリスト教系団体「好善社（現・公益社団法人好善社）」が東京府荏原郡目黒村字下目黒に土地を購入。好善社は米国長老教会派遣宣教師ケート・ヤングマンの呼びかけにより、彼女の教え子たちが立ち上げた伝道と奉仕を実践する団体[1]。
- 1894年10月13日、私立病院「慰廃園」を開設。入所者13名。監督官に牧師の大塚正心とその妻かね（ガントレット恒子・山田耕筰姉弟の叔母）。
- 1905年、社団法人認可
- 1929年11月16日、創立35周年記念会
- 1930年7月、園内電話架設
- 1942年8月5日、解散。 入所者56名は全生園へ移住
- 1945年5月25日、元慰廃園礼拝堂、診療所、婦人病棟は、空襲により焼失
- 1952年、慰廃園跡地に、「津田・元藤近代舞踊研究所（津田信敏近代舞踊学校）」開設
- 1953年、慰廃園跡地に、児童養護施設「恵光寮」開所
- 1958年、記念遺跡地完成